# Alois Wünsche-Mitterecker
Alois Wünsche-Mitterecker (28. listopadu 1903, Gleisdorf – 13. prosince 1975, Eichstätt) byl německý malíř a sochař. Jeho hlavním dílem je nedokončené Figurenfeld u Eichstättu, které začal v roce 1958 a pracoval na něm až do své smrti.

## Životopis

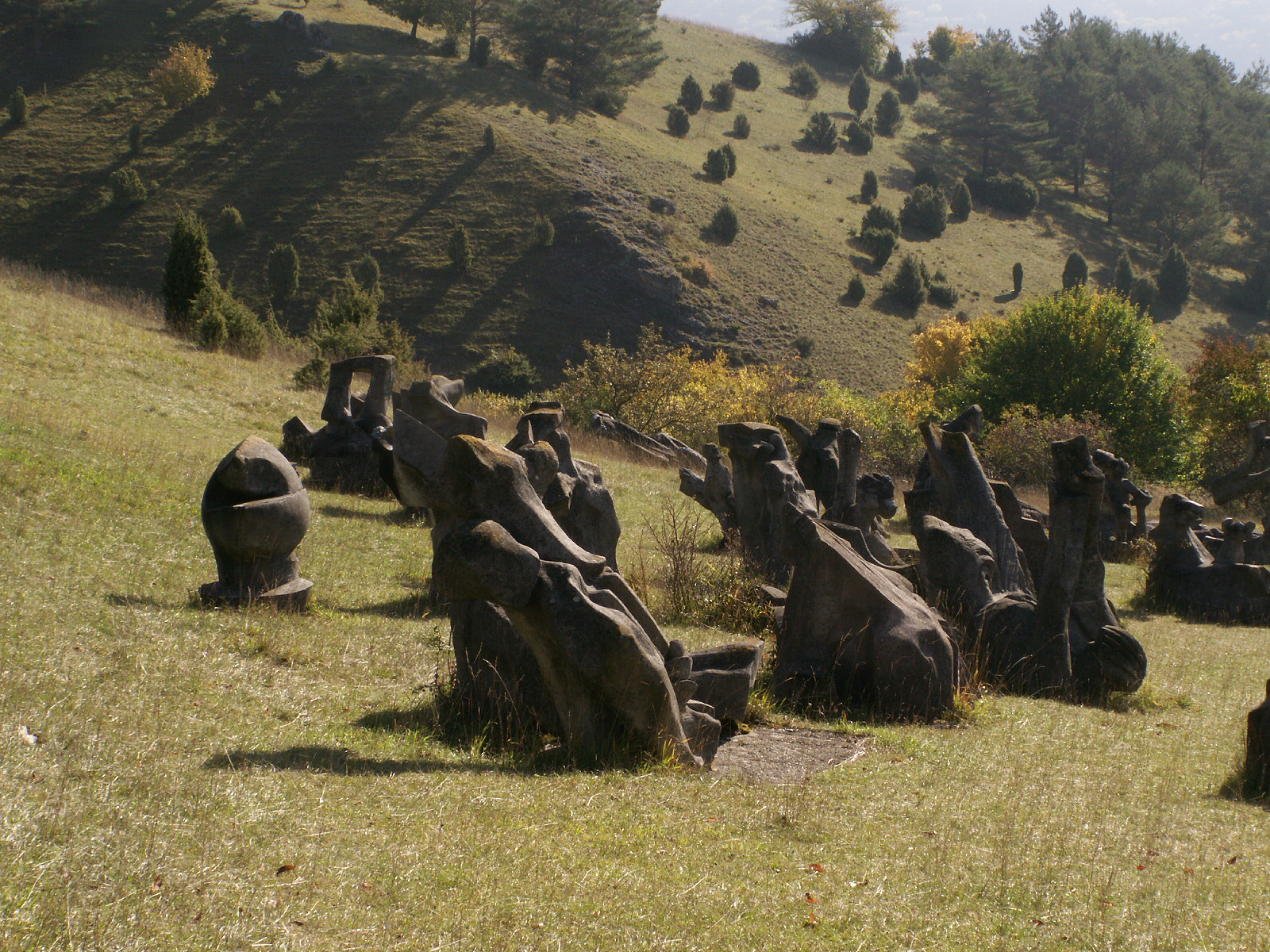
Figurenfeld

Wünsche-Mitterecker studoval (mimo jiné u Gebharda Fugela) na Akademie der Bildenden Künste München. V roce 1938 zničil v Salzburg-Itzlingu fresky, které namaloval ve 20. letech. Během 2. světové války pracoval jako válečný malíř ve Francii a východní Evropě. Na výstavě Deutsche Künstler und die SS 1944 v Salcburku byl představen jeho obraz „Kämpfe von Dnepropetrowsk“. Upadl do válečného zajetí a byl propuštěn až o Vánocích 1947.
Je otcem archeologa Raimunda Wünscheho.